# Spinoso
Cet article possède des paronymes, voir Spinosa, Spinosus, Spinosum, Spinoza et Spinozza.
Spinoso est une commune italienne d'environ 1 600 habitants située dans la province de Potenza, dans la région Basilicate, en Italie méridionale.

## Administration
| Période                                  | Période  | Identité          | Étiquette | Qualité |
| ---------------------------------------- | -------- | ----------------- | --------- | ------- |
| 08/06/2009                               | En cours | Pasquale De Luise |           |         |
| Les données manquantes sont à compléter. |          |                   |           |         |

### Communes limitrophes
Castelsaraceno, Grumento Nova, Montemurro, San Chirico Raparo, San Martino d'Agri, Sarconi.